# Lago Patria
Lago Patria è una frazione italiana di 3 562 abitanti del comune di Giugliano in Campania.
Si trova sul litorale domizio ed è affacciata sull'omonimo lago.

## Storia
Abitata dagli Osci nel V – IV secolo a.C., conobbe un notevole sviluppo sotto i Romani che qui fondarono la città di Liternum nel 194 a.C. con il trasferimento di 300 famiglie di coloni.
Il più illustre dei cittadini della piccola colonia fu Scipione l'Africano che, in contrasto con il Senato di Roma e soprattutto con Catone (Carthago delenda est), scelse di ritirarvisi a vita. La ratio della decisione fu data dall'accusa di corruzione e appropriazione rivolta alla Gens degli Scipioni da parte dell'ala più intransigente del Senato Romano, che mal vedeva la mite pace conclusa dopo la vittoria di Zama.
Le notizie antiquarie e le fonti storiche (Seneca) segnalano nel territorio di Liternum la collocazione della villa e della tomba dell'illustre condottiero, che non sono state ancora rintracciate. Ancora le fonti antiquarie segnalano il presunto epitaffio inciso sulla tomba dell'Africano ("ingrata Patria mai avrai le mie ossa"); si suppone che da questa frase derivi il nome stesso della località.
Nel II secolo a.C. Liternum raggiunse un certo grado di prosperità che la inserì nel circuito commerciale della ridente zona flegrea (Cuma e Baia soprattutto). Nel I secolo a.C. lo scrittore romano Valerio Massimo la definiva un luogo ignobilis, ma le evidenze archeologiche smentiscono il giudizio sicuramente eccessivo dello storico d'età augustea che era piuttosto un'iperbole letteraria. Cicerone indicava l'agro liternino come una delle zone agricole più fertili. Liternum, come tutti i Municipia romani, possedeva un Foro con Capitolium (di cui rimane solo il podio e una colonna in situ), una basilica e il teatro, parzialmente scavato in anni recenti. Era presente anche un anfiteatro dove avvenivano giochi gladiatori. Nel 455 d.C. i Vandali di Genserico saccheggiarono la città. Dopo il IV secolo, a seguito di alluvioni e alcune invasioni barbariche la popolazione superstite migrò verso l'attuale centro storico di Giugliano.

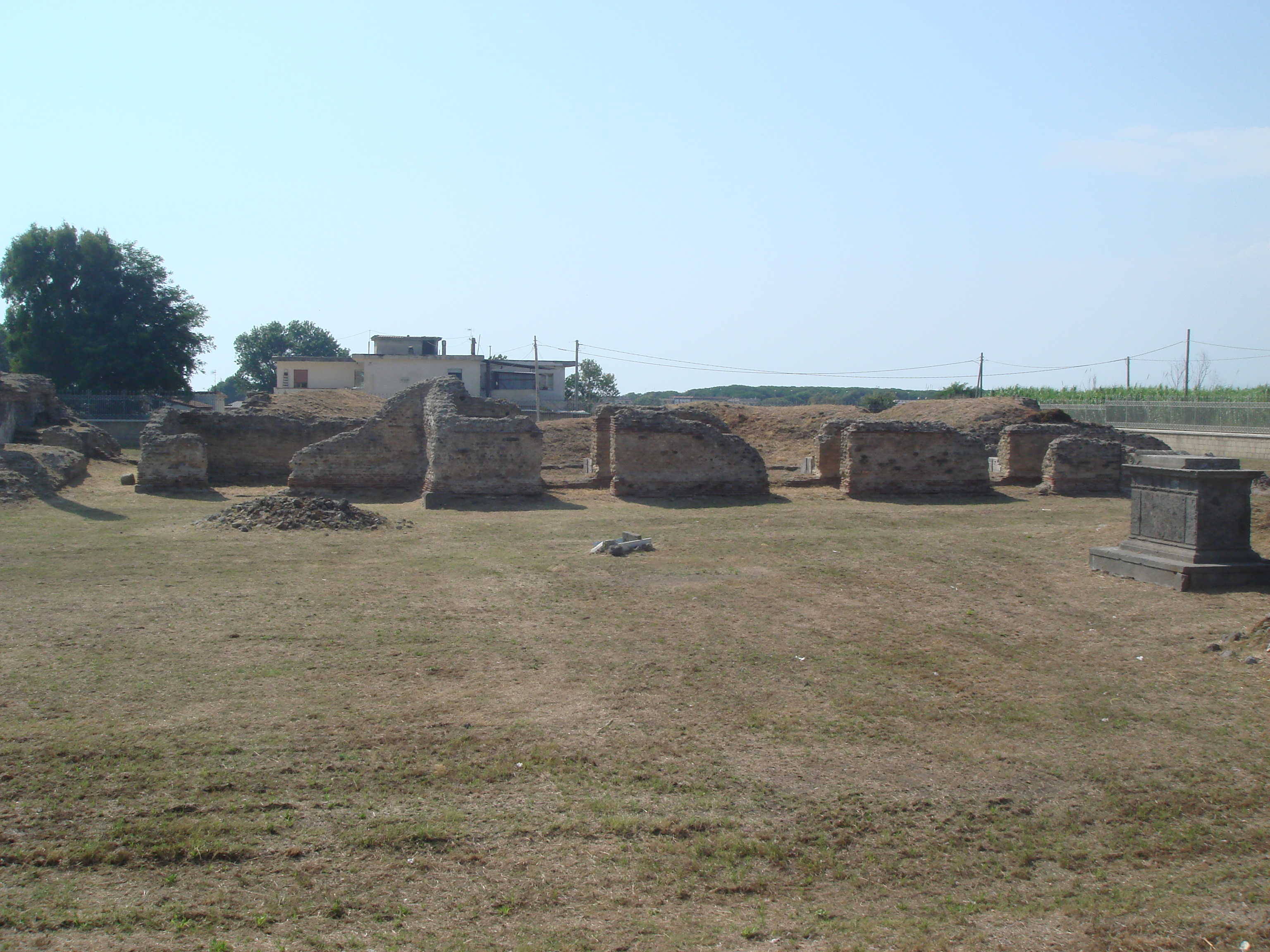
I resti del teatro, visto dalla skenè

Nel XVI secolo ci fu, in tutto l'agro giuglianese, la nascita di un sistema di masserie, si formarono alcuni grossi agglomerati rurali per la coltivazione dei terreni, che rappresentarono dei centri di aggregazione sociale.
Negli anni trenta del XX secolo, in epoca fascista, la zona subì il processo di bonifica con lo scopo di recuperarla allo sfruttamento agricolo. Tra gli anni novanta e i primi anni duemila, però, l'estensione della moderna Lago Patria ha portato a una serie incontrollata di abusi edilizi le cui costruzioni hanno distrutto la maggior parte, se non la totalità, dell'antico tessuto urbano. La Soprintendenza Archeologica di Napoli ha tentato di arginare il fenomeno e di restituire alla pubblica fruizione i beni storici del passato, ma con scarsi risultati.
Dal 2012 è sede dell'Allied Joint Force Command Naples, trasferitasi dal quartiere napoletano di Bagnoli. La base ospita circa 2.500 militari e civili, provenienti dai circa 30 Paesi membri della NATO. 

## Monumenti e luoghi d'interesse

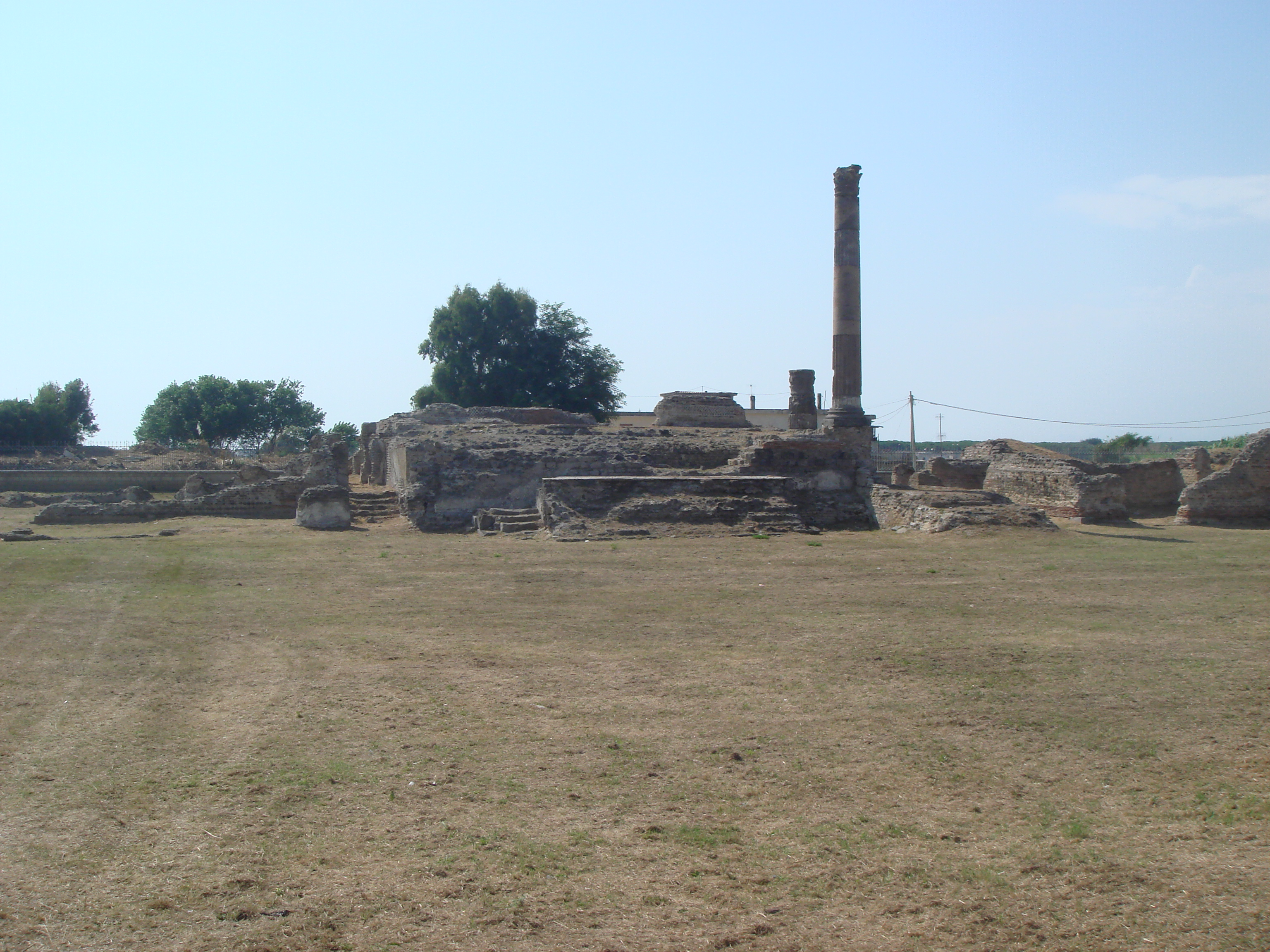
Il tempio del Foro. A sinistra si possono notare i resti della basilica e, a destra, quelli del teatro

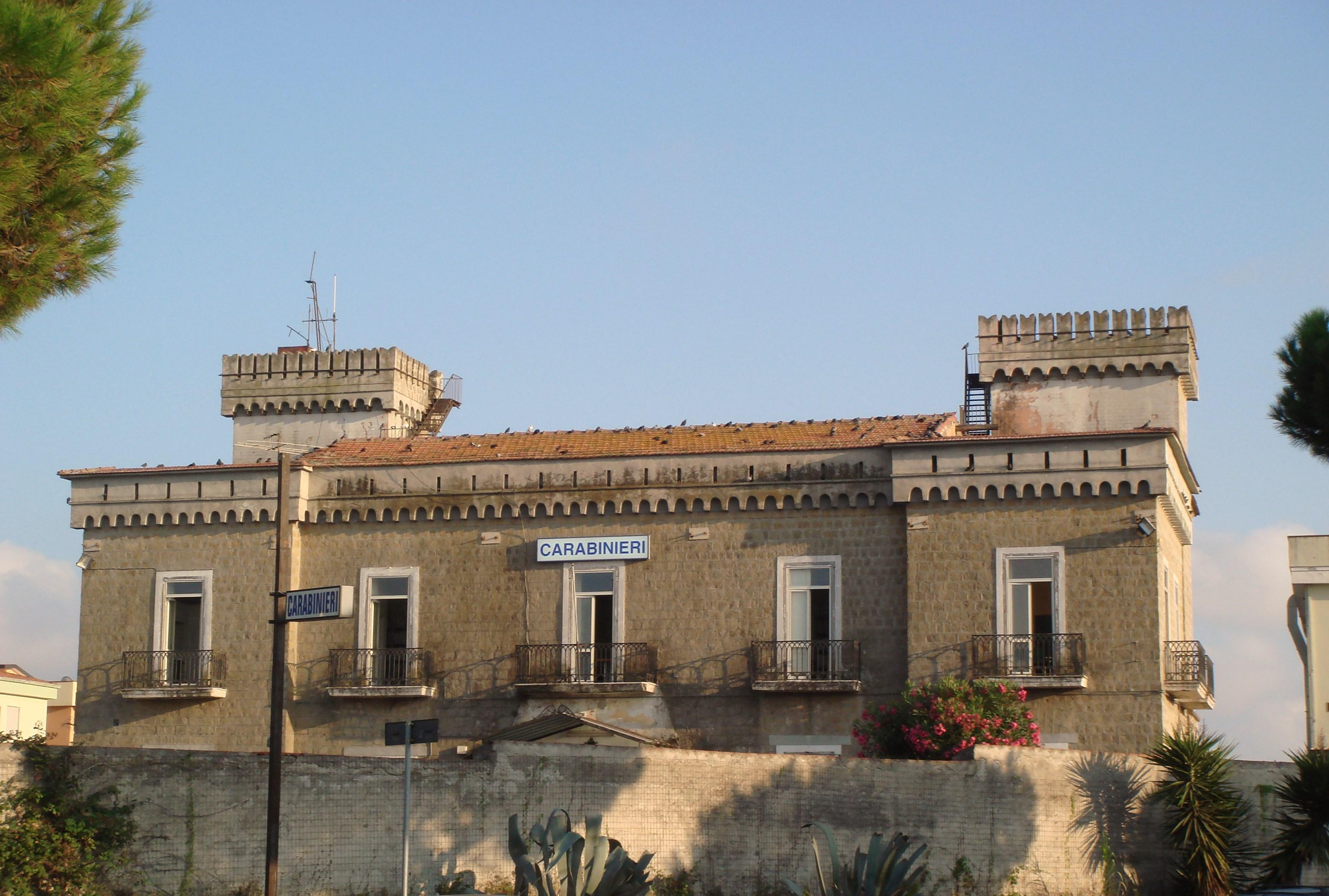
La Villa De Blasio, ex stazione dei Carabinieri

- Chiesa della Sacra Famiglia (1953)
- Nuova Chiesa della Sacra Famiglia (2017)
- Lago di Patria, compreso nella riserva naturale Foce Volturno - Costa di Licola, è un lago costiero che ospita una ricca fauna di uccelli palustri.
- Torre di Patria, una delle antiche torri costiere del Regno di Napoli.
- Torretta Mazzola, un antico complesso rurale costruito nei primi decenni del 1500 dal viceré di Napoli Pedro Afán de Ribera duca d'Alcalà.
- Torre Magna[9], complesso costruito su ruderi romani.
- Antiche Masserie, testimonianze della civiltà contadina[10].
- Villa De Blasio (ex sede della stazione dei Carabinieri).
- Foro dell'antica città di Liternum. Nel 1932 sono stati portati alla luce alcuni resti dell'antico insediamento relativi al Foro, il Capitolium, la basilica e il Teatro.[11] Nel periodo degli scavi fu realizzata un'ara votiva a Scipione l'Africano, collocata nel parco il 15 settembre 1936[12]
- Antica via Domiziana, costruita per opera dell'imperatore romano Domiziano nel 95 d.C.[13].
- Parco archeologico di Liternum
- Anfiteatro romano di Liternum.
- Parco naturalistico di Liternum

## Economia

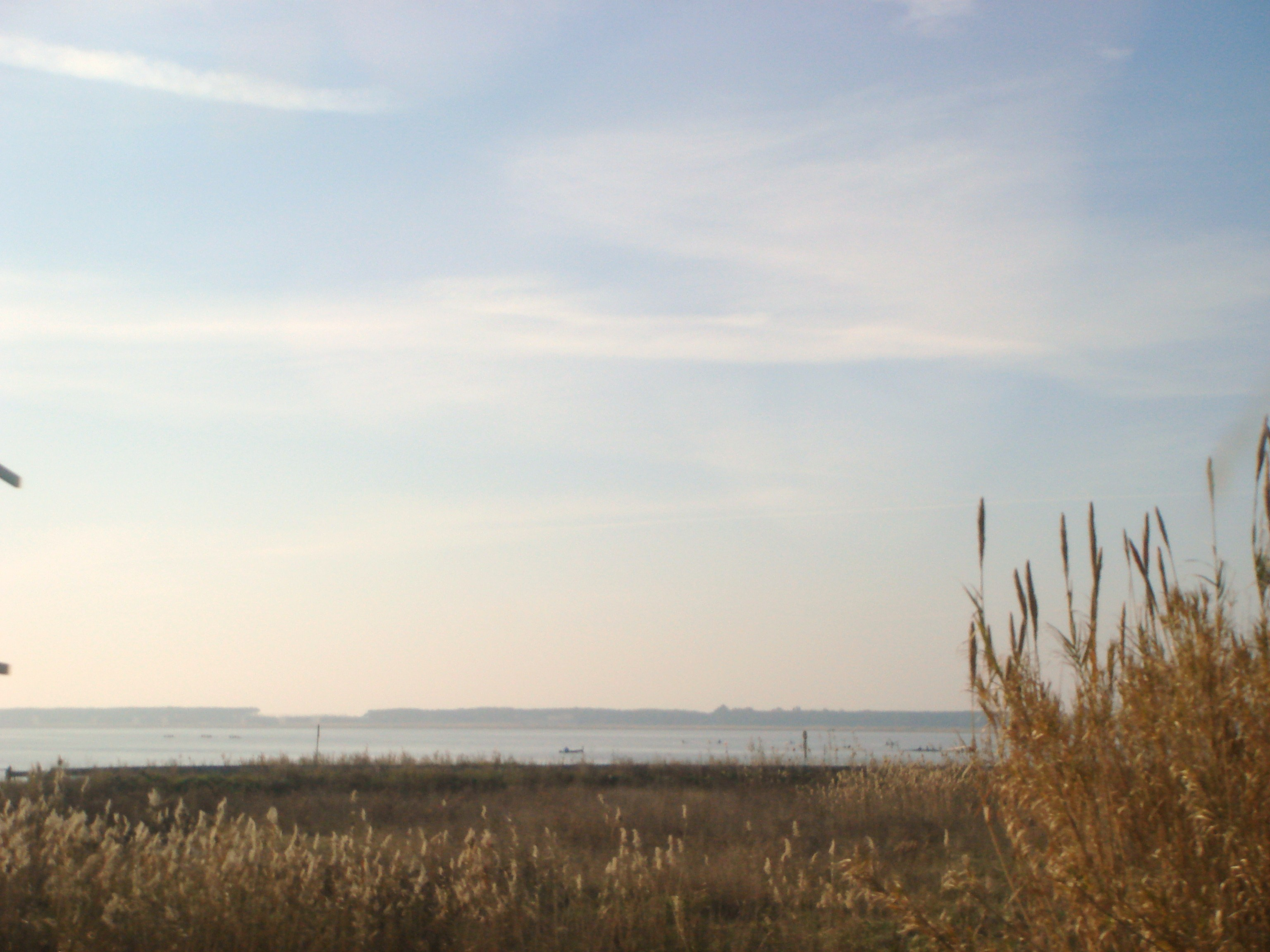
Vista del lago di Patria

La riqualificazione ambientale del Litorale Domitio e il potenziamento delle strutture alberghiere e balneari sono obiettivi principali per lo sviluppo turistico della zona, che risulta possedere una ricettività di circa duemilacinquecento posti letto. Nel periodo estivo le spiagge attirano prevalentemente gli abitanti della stessa regione, mentre è limitato l'interesse di persone provenienti da zone più lontane.
Lago Patria nel corso del tempo ha subito anche una forte e raccapricciante espansione edilizia, più che demografica e la realizzazione dei manufatti, specie abusivi, è avvenuta fra complici silenzi e impotenza legislativa, provocando gravi danni sociali e ambientali.

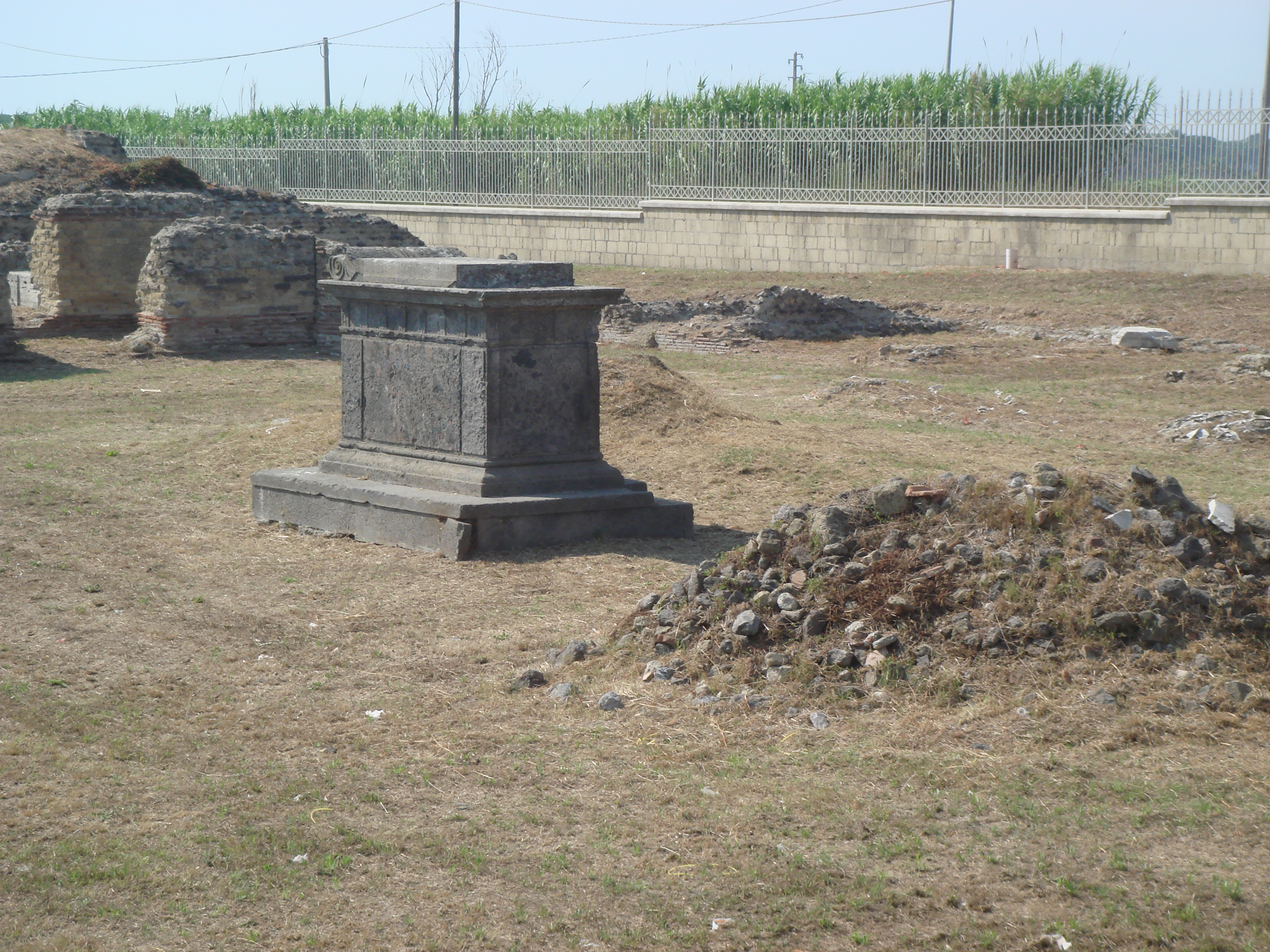
Ara votiva di Scipione l'Africano realizzata nel 1936

La macchia mediterranea di Lago Patria, come quella di Licola, rifugio di numerose specie di uccelli, sia stanziali che migratori (è infatti presente un parco, "il parco degli uccelli"), è stata danneggiata proprio per colpa delle varie strutture che ogni anno si allargano a macchia d'olio, impossessandosi illegalmente e inopportunamente del territorio demaniale. Nonostante tutto, la zona è tutelata dalla convenzione di Ramsar come zona umida di importanza internazionale per il transito dell'avifauna migratoria. Ci si chiede se con gli spazi residuali disponibili sia giusto auspicare la creazione di un parco per i numerosi birdwatchers nonché di tutta la comunità, oppure sia giusto dare agli stessi un reale scopo produttivo, in primis agricolo.

## Infrastrutture e trasporti

### Strade
La principale strada che attraversa la zona abitata è la Circumvallazione esterna di Napoli. Lago Patria è servita dalle uscite dell'Asse Mediano e della strada statale 7 quater Via Domitiana.

### Mobilità urbana
La località è servita dalle linee autobus dell'EAV e AIR Campania (subentrate a CTP), aziende aderenti al consorzio UnicoCampania. Inoltre, il Trasporto Pubblico Locale di Giugliano è affidato a Gepatour, esiste anche una linea che collega la zona costiera con il centro storico.

## Sport
Nei pressi del lago sono presenti lo "Stadio del Remo" realizzato nel 1960 e un "Centro remiero" di 23mila metri quadrati.

### Calcio
Nel 2022 venne fondata Lago Patria FC, una squadra di calcio che milita nel campionato di terza categoria.